# سيتي جيبرناو
مانويل "سيتي" جيبرناو بولتو (بالإسبانية: Sete Gibernau)‏(من مواليد 15 ديسمبر 1972)، هو متسابق دراجات نارية إسباني محترف سابق في سباقات الجائزة الكبرى. فاز بتسعة سباقات في فئة 500cc/MotoGP، واحتل المركز الثاني في الترتيب العام مرتين، عامي 2003 و2004. امتدت مسيرته في السباقات عبر ثلاث مراحل مختلفة من تاريخ سباقات الدراجات النارية، بدءًا من حقبة المحركات ثنائية الأشواط قبل موسم 2002، مرورًا بعصر سباق الجائزة الكبرى للدراجات النارية بمحركاتها رباعية الأشواط، وانتهاءً بعودته إلى الحلبات عام 2019 للمشاركة في بطولة كأس العالم MotoE للدراجات الكهربائية. يُعد جيبرناو من أبرز المتسابقين في بداية عصر سباق الجائزة الكبرى للدراجات النارية.

## روابط خارجية
- سيت جيبيرنو على موقع MotoGP.com (الإنجليزية)